# Alexander II av Makedonien
Alexander II, död 368 f.Kr., var äldste son till Amyntas III och Eurydike I och var efter sin fars död kung av Makedonien 370 f.Kr.–368 f.Kr. Han blev mördad av usurpatorn Ptolemaios I.